# Festival Unruhr
Festival Unruhr ist ein deutsches Festival, welches die Förderung von Theaterjugendclubs in den Vordergrund stellt.

## Geschichte
Das Festival Unruhr wurde 2002
von den Theaterpädagogen Bernhard Deutsch (Theater an der Ruhr) und Martina Droste (Theater Dortmund),  ins Leben gerufen. Durch das Festival wurde jungen Theatermenschen, die erste Erfahrungen im Spiel gesammelt haben, die Möglichkeit gegeben, sich zu vernetzen. Das Festival wechselt dabei jährlich den Spielort oder wird als Wanderfestival ausgerichtet (z. B. 2010). Teilnehmer sind die Theater aus folgenden Städten: Mülheim an der Ruhr, Essen, Duisburg, Oberhausen, Hagen, Castrop-Rauxel, Dortmund und Bochum.
In seinem inhaltlichen Ansatz wurde Unruhr immer weiter entwickelt, ohne seine Grundsätze zu verlassen: Keine Auswahljury, kein Preis, kein Wettbewerb, sondern Austausch zwischen den Theaterspielenden stehen ganz im Mittelpunkt. Jedes der Theater ist mit einer Aufführung vertreten. Die unterschiedlichen Arbeits- und Präsentationsformen werden sich gegenseitig gezeigt und vorgestellt, und dann das analysierende Gespräch über die Aufführungen und das Theatermachen gesucht. Zudem finden mehrere Workshops statt, in denen professionelle Theatermacher, den teilnehmenden Jugendlichen Raum geben, sich in den unterschiedlichsten theatralen Formen selbst auszuprobieren. Ein Festival ganz im Sinne der Theaterpädagogen der Theater des Ruhrgebiets, deren gelungene, jahrelange Zusammenarbeit sich in Unruh® manifestiert. 